# 霍恩韦勒
霍恩韦勒是奥地利福拉尔贝格州布雷根茨县的一个市镇。总面积8.43平方公里，总人口1295人，人口密度153.6人/平方公里（2005年）。